# Mandāwar (ort i Indien, Rajasthan)
Mandāwar är en ort i Indien.   Den ligger i distriktet Alwar och delstaten Rajasthan, i den norra delen av landet, 110 km sydväst om huvudstaden New Delhi. Mandāwar ligger 312 meter över havet och antalet invånare är 10 979.
Terrängen runt Mandāwar är platt. Runt Mandāwar är det tätbefolkat, med 369 invånare per kvadratkilometer. Mandāwar är det största samhället i trakten. Trakten runt Mandāwar består till största delen av jordbruksmark.